# Häggåssjön
Häggåssjön är en sjö i Bergs kommun i Jämtland och ingår i Indalsälvens huvudavrinningsområde. Sjön har en area på 0,505 kvadratkilometer och ligger 496,2 meter över havet.

## Delavrinningsområde
Häggåssjön ingår i det delavrinningsområde (699115-140842) som SMHI kallar för Mynnar i Allvarsån. Medelhöjden är 554 meter över havet och ytan är 24,7 kvadratkilometer. Räknas de 2 avrinningsområdena uppströms in blir den ackumulerade arean 66,71 kvadratkilometer. Dörrsån som avvattnar avrinningsområdet har biflödesordning 4, vilket innebär att vattnet flödar genom totalt 4 vattendrag innan det når havet efter 305 kilometer. Avrinningsområdet består mestadels av skog (84 procent) och sankmarker (11 procent). Avrinningsområdet har 0,51 kvadratkilometer vattenytor vilket ger det en sjöprocent på 2,1 procent.